# Стадіон імені Казімежа Гурського
Стадіон імені Казімежа Гурського — футбольний стадіон у місті Плоцьк, Польща. Будівництво було завершено у 1973 році. В даний час використовується головним чином для проведення футбольних зустрічей. Є домашнім стадіоном місцевої команди «Вісла». Максимальна місткість — 10 798 людини.
Побудований у 1973 році. Архітектори першої версії: Яцек Квецінський та Януш Маріанський. У 1976 році було реконструйовано трибуни. З 30 березня 2004 стадіон має назву на честь відомого в минулому польського футболіста та тренера національної збірної країни Казімєжа Гурського.